# Lyphard
Lyphard (1969-2005) est un cheval de course pur-sang anglais né de Northern Dancer et de Goofed, par Court Martial. Miler de talent, il fut surtout un grand étalon. 

## Carrière de courses
Né en Pennsylvanie, Lyphard passa aux ventes de novembre 1969 à Keeneland, puis fut acquis par Alec Head au nom de la veuve de Pierre Wertheimer, à celles de Newmarket. Il courut douze fois pour six victoires, dont le Prix Jacques Le Marois et le Prix de la Forêt. 

### Résumé de carrière
| Date         | Hippodrome       | Pays        | Course                      | Statut      | Distance    | Jockey      | Place       | Écart       | Vainqueur ou deuxième |
| 1971, 2 ans  | 1971, 2 ans      | 1971, 2 ans | 1971, 2 ans                 | 1971, 2 ans | 1971, 2 ans | 1971, 2 ans | 1971, 2 ans | 1971, 2 ans | 1971, 2 ans           |
| ------------ | ---------------- | ----------- | --------------------------- | ----------- | ----------- | ----------- | ----------- | ----------- | --------------------- |
|              | Longchamp        | France      | Maiden                      |             | 1 000 m     | F. Head     | 4e          |             |                       |
| 24 septembre | Maisons-Laffitte | France      | Prix Hudson River           |             | 1 500 m     | F. Head     | 1er         |             |                       |
| 12 octobre   | Longchamp        | France      | Prix Herod                  |             | 1 600 m     | F. Head     | 1er         |             |                       |
| 30 octobre   | Saint-Cloud      | France      | Prix Thomas Bryon           | Gr. 3       | 1 500 m     | F. Head     | 6e          |             |                       |
| 1972, 3 ans  |                  |             |                             |             |             |             |             |             |                       |
| 20 mars      | Maisons-Laffitte | France      | Prix Lagrange               |             | 2 000 m     | F. Head     | 1er / 13    |             |                       |
| 16 avril     | Longchamp        | France      | Prix Daru                   |             | 2 100 m     | F. Head     | 1er / 7     | 4           | Sukawa                |
| 14 mai       | Longchamp        | France      | Prix Lupin                  | Gr. 1       | 2 100 m     | F. Head     | 4e / 11     | 2 ¾         | Hard to Beat          |
| 7 juin       | Epsom            | Royaume-Uni | Derby                       | Gr. 1       | 2 400 m     | F. Head     | 15e / 22    |             | Roberto               |
| 28 juin      | Curragh          | Irlande     | Irish Derby                 | Gr. 1       | 2 400 m     | F. Head     | 5e / 14     |             | Steel Pulse           |
| 13 août      | Deauville        | France      | Prix Jacques Le Marois      | Gr. 1       | 1 600 m     | F. Head     | 1er / 9     | nez         | High Top              |
| 8 octobre    | Longchamp        | France      | Prix du Moulin de Longchamp | Gr. 1       | 1 600 m     | F. Head     | 2e / 12     | 3/4         | Sallust               |
| 29 octobre   | Longchamp        | France      | Prix de la Forêt            | Gr. 1       | 1 400 m     | F. Head     | 1er / 16    | 1 ½         | Martinmas             |

## Au haras
S'il fut un excellent compétiteur, c'est surtout comme étalon que Lyphard allait s'affirmer, se révélant l'un des plus influents continuateurs de "l'étalon du siècle" Northern Dancer, engendrant 115 "stakes winners" (vainqueurs de courses principales), dont pas moins de 24 lauréats de groupe 1, et quelques cracks passés à la postérité. Installé dans un premier temps au Haras d'Etreham en Normandie, il ne tarda pas à briller, puis fut transféré en 1978 à Gainsway Farm dans le Kentucky. Il fut tête de liste des étalons en France en 1978 et 1979, et tête de liste des étalons américains en 1986. Ses produits étaient naturellement recherchés et faisaient s'envoler les enchères. Ainsi l'un de ses fils Lichine fut vendu pour la somme record de 1,7 million de dollars en 1980 (il fut d'ailleurs un honorable poulain, vainqueur de groupe en France, puis exporté comme étalon en Espagne). 
Parmi ses meilleurs produits, citons : 
- Dancing Brave : Prix de l'Arc de Triomphe, 2000 Guinées, Eclipse Stakes, King George VI and Queen Elizabeth Diamond Stakes
- Three Troikas : Prix de l'Arc de Triomphe, Poule d'Essai des Pouliches, Prix Saint-Alary, Prix Vermeille
- Manila : Breeders' Cup Turf, Turf Classic Handicap, Arlington Million
- Jolypha : Prix de Diane, Prix Vermeille, 3e Breeders' Cup Classic
- Pharly : Prix de la Forêt Prix Lupin, Prix du Moulin de Longchamp
- Dancing Maid : Poule d'Essai des Pouliches, Prix Vermeille

Lyphard fut aussi un remarquable père de mères, comme le prouvent notamment le champion Bering, Hatoof (1000 Guinées, Champion Stakes, E.P. Taylor Stakes) ou Candy Stripes, le père de Invasor. 
Retiré de la monte en 1996, Lyphard vécut jusqu'à l'âge canonique et pour le moins exceptionnel de 36 ans. Il fut euthanasié en juin 2005 en raison des infirmités dues à son âge.

## Origines
Fils de l'étalon du siècle, Northern Dancer, Lyphard a pour mère Goofed, une bonne jument américaine qui fut surtout une poulinière fantastique puisque trois ans après Lyphard elle donna la championne Nobiliary (par Vaguely Noble), qui réussit l'exploit de prendre la deuxième place du Derby d'Epsom (celui de Grundy, en 1975), de gagner le Washington, D.C. International et le Prix Saint-Alary, de terminer deuxième de la Poule d'Essai des Pouliches, du Prix Vermeille et troisième des Irish Oaks. Goofed est également la mère de Barcas (par Sailor), vainqueur d'un groupe 2 américain.

### Pedigree
| Origines de Lyphard (USA), mâle bai né en 1969 | Origines de Lyphard (USA), mâle bai né en 1969 | Origines de Lyphard (USA), mâle bai né en 1969 | Origines de Lyphard (USA), mâle bai né en 1969 |
| ---------------------------------------------- | ---------------------------------------------- | ---------------------------------------------- | ---------------------------------------------- |
| Père Northern Dancer                           | Nearctic                                       | Nearco                                         | Pharos                                         |
| Père Northern Dancer                           | Nearctic                                       | Nearco                                         | Nogara                                         |
| Père Northern Dancer                           | Nearctic                                       | Lady Angela                                    | Hyperion                                       |
| Père Northern Dancer                           | Nearctic                                       | Lady Angela                                    | Sister Sarah                                   |
| Père Northern Dancer                           | Natalma                                        | Native Dancer                                  | Polynesian                                     |
| Père Northern Dancer                           | Natalma                                        | Native Dancer                                  | Geisha                                         |
| Père Northern Dancer                           | Natalma                                        | Almahmoud                                      | Mahmoud                                        |
| Père Northern Dancer                           | Natalma                                        | Almahmoud                                      | Arbitrator                                     |
| Mère Goofed                                    | Court Martial                                  | Fair Trial                                     | Fairway                                        |
| Mère Goofed                                    | Court Martial                                  | Fair Trial                                     | Lady Juror                                     |
| Mère Goofed                                    | Court Martial                                  | Instantaneous                                  | Hurry On                                       |
| Mère Goofed                                    | Court Martial                                  | Instantaneous                                  | Picture                                        |
| Mère Goofed                                    | Barra                                          | Formor                                         | Ksar                                           |
| Mère Goofed                                    | Barra                                          | Formor                                         | Formose                                        |
| Mère Goofed                                    | Barra                                          | La Favorite                                    | Biribi                                         |
| Mère Goofed                                    | Barra                                          | La Favorite                                    | La Pompadour (famille 17-b)                    |